# 코트다르모르주

코트다르모르 주의 위치

코트다르모르주(프랑스어: Côtes-d'Armor, 브르타뉴어: Aodoù-an-Arvor)는 프랑스 북서부에 위치한 주로, 브르타뉴 지방 북부에 위치한다. 주도는 생브리외이며 인구는 576,049명(2009년 기준), 면적은 6,878km2, 인구밀도는 83.8명/km2이다.
1790년 3월 4일 프랑스 혁명 시기에 설립된 83개 데파르트망 가운데 하나이다. 설립 당시의 이름은 코트뒤노르 주(Côtes-du-Nord)였으며 현재와 같은 이름으로 변경된 시기는 1990년이다. 코트다르모르에서 "아르모르"(Armor)는 브르타뉴어로 "바다"를 뜻하며 "코트"(Côtes)는 프랑스어로 "해안"을 뜻한다.

## 인구
| 연도    | 인구    | ±% p.a. |
| ------- | ------- | ------- |
| 1801    | 504,303 | —       |
| 1821    | 552,424 | +0.46%  |
| 1831    | 598,872 | +0.81%  |
| 1841    | 607,572 | +0.14%  |
| 1851    | 632,613 | +0.40%  |
| 1861    | 628,676 | −0.06%  |
| 1876    | 630,957 | +0.02%  |
| 1881    | 627,585 | −0.11%  |
| 1891    | 618,652 | −0.14%  |
| 1901    | 609,349 | −0.15%  |
| 1921    | 557,824 | −0.44%  |
| 1936    | 532,000 | −0.32%  |
| 1946    | 526,955 | −0.10%  |
| 1954    | 503,178 | −0.58%  |
| 1962    | 501,923 | −0.03%  |
| 1968    | 506,000 | +0.13%  |
| 1975    | 525,556 | +0.54%  |
| 1982    | 538,860 | +0.36%  |
| 1990    | 538,443 | −0.01%  |
| 1999    | 542,398 | +0.08%  |
| 2006    | 569,498 | +0.70%  |
| 2016    | 598,953 | +0.51%  |
| source: |         |         |

## 같이 보기
- 코트다르모르주의 캉통
- 코트다르모르주의 코뮌 목록
- 코트다르모르주의 아롱디스망